# Харківська провінція
Харківська провінція — адміністративна одиниця в Слобідсько-Українській губернії Російської імперії. Існувала протягом 1765—1780 років.
Адміністравним центром був м. Харків.

## Географія
Харківська провінція межувала на заході з Охтирською провінцією, а на північному та південному сході з Ізюмською провінцією Слобідсько-Української губернії. На півночі вона межувала з Бєлгородським та Короченським, а на сході з Чугуївським та Салтівським повітами Бєлгородської провінції Бєлгородської губернії. На півдні провінція межувала з Новоросійською губернією.

## Історія
Харківська провінція була утворена 1765 року відповідно до царського маніфесту, за яким зі 5-ти слобідських полків утворювалась Слобідсько-Українська губернія, а вони перетворювались на цивільні адміністративні одиниці. Провінція була утворена з Харківського слобідського козацького полку, з якого було передано до Новоросійської губернії слободу Водолагу.
За указом від 27 грудня 1773 року до провінції було долучено слободу Водолагу разом із слободками Водолажкою та Караванською. Реальна передача населених пунктів з відомства однієї губернії до іншої відбулась на початку 1774 року. У 1775 році слободи Стара Водолага та Нова Водолага були приєднані до новоутвореної Азовської губернії.
У 1780 році провінція перестала існувати у зв'язку з ліквідацією Слобідсько-Української губернії. Її територія увійшла до складу Харківського та Золочівського та Валківського повітів.

## Адміністративний поділ
Провінція поділялася на 6 комісарств:
- Харківське
- Валківське
- Мереф'янське
- Липецьке
- Вільшанське
- Хотімлянське

В провінції станом на 1773 рік нараховувався 171 населений пункт та проживало 129 456 осіб обох статей.